# Кріль Мирослав Петрович
Миросла́в Петро́вич Крі́ль — сержант Збройних сил України.

## З життєпису
Здобув вищу освіту, історія та правознавство. Брав участь у ліквідації аварії на Чорнобильській АЕС.
Липнем 2014 року в складі 8-ї «афганської» сотні Майдану пішов добровольцем, 24-й окремий штурмовий батальйон ЗСУ «Айдар». Сержант взводу, 2-га штурмова «афганська» рота, виконував обов'язки заступника командира роти.

## Нагороди
За особистий внесок у зміцнення обороноздатності Української держави, мужність, самовідданість і високий професіоналізм, виявлені під час виконання військового обов'язку, та з нагоди Дня Збройних Сил України нагороджений орденом «За мужність» III ступеня (2.12.2016).